# Casey Ramirez
Casey Ramirez (* 8. Dezember 1989 in Yardley, Pennsylvania) ist eine US-amerikanische Fußballspielerin, die zuletzt bis Februar 2014 beim Portland Thorns FC unter Vertrag stand.

## Karriere
Ramirez spielte von 2008 bis 2009 beim W-League-Teilnehmer New Jersey Wildcats. Von 2010 bis 2012 lief sie in 32 Ligaspielen für Ottawa Fury auf, ehe sie nach Dänemark zum Erstligisten Fortuna Hjørring wechselte. Im Juni 2013 schloss Ramirez sich gemeinsam mit ihrer Landsfrau Tiffany Weimer den Portland Thorns an. Ihr Ligadebüt gab sie dort am 22. Juni gegen den Sky Blue FC als Einwechselspielerin. Im Februar 2014 wurde sie, ebenso wie ihre Teamkollegin Emilee O’Neil, von Portland freigestellt und nahm im März 2014 an einem Probetraining der Western New York Flash teil.